# Угорська діаспора

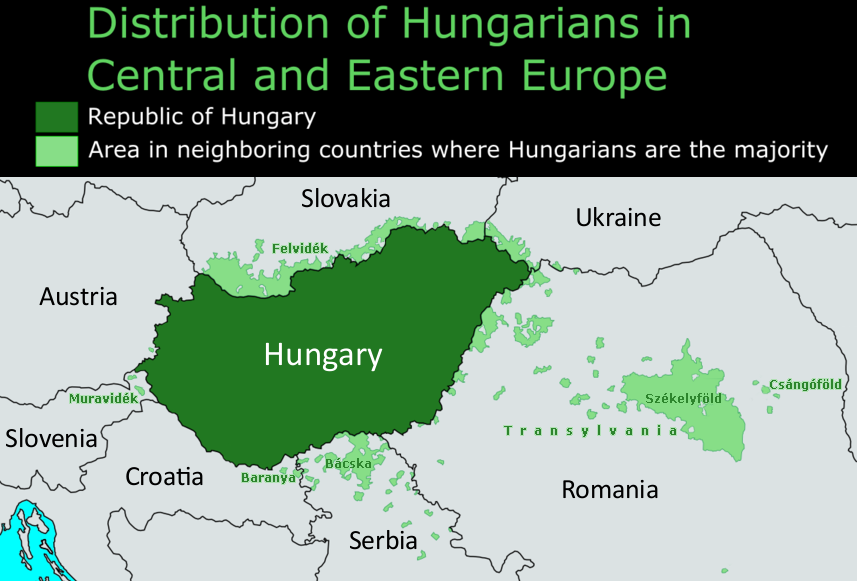
Зони проживання угорських національних меншин, за даними Ласло Шебьока

Угорська діаспора ( угор. Magyar diaszpóra Magyar diaszpóra) - збірна назва всього етнічного угорського населення, що проживає за межами Угорщини. Угорська діаспора ділиться на дві групи. До першої групи входять угорці, які проживають на територіях, яких Угорщина втратила за Тріанонським мирним договором 1920 роки (в 1947 році межі були підтверджені Паризьким мирним договором ). Чисельність цієї частини діаспори становить 3,3 млн осіб. Другу групу складають етнічні угорці, які залишили територію країни в різні роки (в тому числі під час подій 1956 року або після вступу Угорщини в ЄС )  . 

## Діаспора за країнами
| Країна              | Угорське населення                         | Зауваження                                    | Стаття                    |
| ------------------- | ------------------------------------------ | --------------------------------------------- | ------------------------- |
| Межують з Угорщиною |                                            |                                               |                           |
| Румунія             | 1,227,623 (2011) (без урахування чанґошів) | Автохтонні у Трансильванії, чанґоші в Румунії | Угорці в Румунії          |
| Словаччина          | 458,467 (2011)                             | Автохтонні                                    | Угорці в Словаччині       |
| Сербія              | 253,899 (2011)                             | Автохтонні у Воєводині                        | Угорці в Сербії           |
| Україна             | 156,600 (2001)                             | Автохтонні у Закарпатській області            | Угорці в Україні          |
| Австрія             | 55,038 (2014)                              | Автохтонні у Бургенланді                      | Угорці в Австрії          |
| Хорватія            | 14,048 (2011)                              | Автохтонні у Хорватії, крім істрії й Далмації | Угорці в Хорватії         |
| Словенія            | 6,243 (2001)                               | Автохтонні у Східній Словенії                 | Угорці в Словенії         |
| Інші країни         |                                            |                                               |                           |
| США                 | 1,563,081 (2006)                           | Іммігранти                                    | Угорці в США              |
| Канада              | 315,510 (2006)                             | Іммігранти                                    | Угорці в Канаді           |
| Ізраїль             | від 200,000 до 250,000 (2000-ні)           | Іммігранти, переважно євреї                   | Угорці в Ізраїлі          |
| Німеччина           | 120,000 (2004)                             | Іммігранти                                    | Угорці в Німеччині        |
| Франція             | від 100,000 до 200,000 (2000-ні)           | Іммігранти                                    | Угорці у Франції          |
| Бразилія            | 80,000 (2002)                              | Іммігранти                                    | Угорці в Бразилії         |
| Росія               | 76,500 (2002)                              | Іммігранти                                    | Угорці в Росії            |
| Австралія           | 67,616 (2006)                              | Іммігранти                                    | Угорці в Австралії        |
| Велика Британія     | 52,250 (2011)                              | Іммігранти                                    | Угорці в Великій Британії |
| Чилі                | 50,000 (2012)                              | Іммігранти                                    | Угорці в Чилі             |
| Аргентина           | від 40,000 до 50,000 (2000-ні)             | Іммігранти                                    | Угорці в Аргентині        |
| Швейцарія           | від 20,000 до 25,000 (2000-ні)             | Іммігранти                                    | Угорці в Швейцарії        |
| Швеція              | 16,193 (2014)                              | Іммігранти                                    | Угорці в Швеції           |
| Чехія               | 14,672 (2001)                              | Іммігранти                                    | Угорці в Чехії            |
| Туреччина           | 6,800 (2001)                               | Іммігранти                                    | Угорці в Туреччині        |
| Мексика             | 3,500 (2006)                               | Іммігранти                                    | Угорці в Мексиці          |
| Ірландія            | 3,328 (2006)                               | Іммігранти                                    | Угорці в Ірландії         |
| Польща              | 1,728 (2011)                               | Іммігранти                                    | Угорці в Польщі           |
| Нова Зеландія       | 1,476 (2006)                               | Іммігранти                                    | Угорці в Новій Зеландії   |
| Угорщина            | 4,9—5,1 млн.                               |                                               |                           |

Угорська імміграція до Західної Європи посилилася в 1990-ті роки, особливо з 2004 року, після вступу Угорщини до Євросоюзу. Угорці працюють у Великій Британії, Ірландії, Фінляндії, Швеції, Іспанії та Португалії.

## Громадянство Угорщини
Демократичний союз угорців Румунії в 2004 році вніс пропозицію надати всім угорцям, які проживають в Румунії, угорське громадянство. У 2004 році в Угорщині відбувся референдум, на якому вирішувалися ці питання, але через невідповідність пропозицій союзу угорським законодавством і низьку явку він провалився . Голови угорських етнічних партій в сусідніх державах заснували в січні 2005 року свою організацію, яка боролася за надання угорського громадянства етнічним угорцям, які проживають за кордоном . 
У 2010 році в угорський закон про громадянство були внесені поправки, що прискорюють процес набуття угорського громадянства угорцям, які живуть за кордоном. Від необхідності проживання в Угорщині як вимоги до набуття громадянства було вирішено відмовитися . З 2011 по 2012 роки було подано 200 тисяч нових заявок , а влітку 2012 року подали ще 100 тисяч заявок . Станом на лютий 2013 року громадянство Угорщини отримали 400 тисяч осіб, що проживають за кордоном . У червні 2013 року заступник прем'єр-міністра Жолт Шем'єн висловив надію, що до кінця року число минулих натуралізацію досягне 500 тисяч осіб . Однак закон, який набув чинності 1 січня 2011 року, не дозволяв натуралізованим громадянам брати участь у виборах без факту постійного проживання в Угорщині . Через місяць партія ФІДЕС оголосила про свої наміри надати виборче право для натуралізованих угорців . У 2014 році угорські громадяни, які проживають за кордоном, отримали право брати участь у парламентських виборах, але голосувати могли тільки за партійним списком, а не за конкретного кандидата. 
У травні 2010 року Словаччина оголосила про те, що буде позбавляти словацького громадянства всіх, хто подасть заявку на отримання громадянства Угорщини  . У жовтні того ж року президент Румунії Траян Бесеску заявив, що не проти натуралізації етнічних угорців  . 